# Soldier (Kansas)
Soldier és una població dels Estats Units a l'estat de Kansas. Segons el cens del 2000 tenia 122 habitants.

## Demografia
Segons el cens del 2000, Soldier tenia 122 habitants, 45 habitatges, i 31 famílies. La densitat de població era de 314 habitants/km².
Dels 45 habitatges en un 37,8% hi vivien nens de menys de 18 anys, en un 42,2% hi vivien parelles casades, en un 17,8% dones solteres, i en un 31,1% no eren unitats familiars. En el 31,1% dels habitatges hi vivien persones soles el 15,6% de les quals corresponia a persones de 65 anys o més que vivien soles. El nombre mitjà de persones vivint en cada habitatge era de 2,71 i el nombre mitjà de persones que vivien en cada família era de 3,35.
Per edats la població es repartia de la següent manera: un 32% tenia menys de 18 anys, un 10,7% entre 18 i 24, un 21,3% entre 25 i 44, un 18,9% de 45 a 60 i un 17,2% 65 anys o més.
L'edat mediana era de 30 anys. Per cada 100 dones de 18 o més anys hi havia 93 homes.
La renda mediana per habitatge era de 18.750 $ i la renda mediana per família de 46.000 $. Els homes tenien una renda mediana de 25.417 $ mentre que les dones 23.750 $. La renda per capita de la població era de 14.768 $. Entorn de l'11,5% de les famílies i el 21,2% de la població estaven per davall del llindar de pobresa.

## Poblacions més properes
El següent diagrama mostra les poblacions més properes.